# Grand Prix Wielkiej Brytanii 1966
Grand Prix Wielkiej Brytanii 1966 (oryg. RAC British Grand Prix) – 4. runda Mistrzostw Świata Formuły 1 w sezonie 1966, która odbyła się 16 lipca 1966, po raz 2. na torze Brands Hatch.
19. Grand Prix Wielkiej Brytanii, 17. zaliczane do Mistrzostw Świata Formuły 1.

## Klasyfikacja
| Legenda oznaczeń w tabelach wyników Wyświetl szablon na nowej stronie | Legenda oznaczeń w tabelach wyników Wyświetl szablon na nowej stronie                                                                     |
| Oznaczenie                                                            | Wyjaśnienie |
| --------------------------------------------------------------------- | --- |
| Złoty                                                                 | Zwycięzca lub mistrzostwo |
| Srebrny                                                               | 2. miejsce lub wicemistrzostwo |
| Brązowy                                                               | 3. miejsce lub II wicemistrzostwo |
| Zielony                                                               | Ukończył, punktował (w klasyfikacji generalnej, gdy zdobył co najmniej jeden punkt na przestrzeni sezonu, poza trzema powyższymi opcjami) |
| Niebieski                                                             | Ukończył, nie punktował (w klasyfikacji generalnej, gdy nie zdobył co najmniej jednego punktu na przestrzeni sezonu)                      |
| Czerwony                                                              | Nie zakwalifikował się (NZ) |
| Czerwony                                                              | Nie prekwalifikował się (NPK) |
| Różowy                                                                | Nie ukończył (NU) |
| Różowy                                                                | Niesklasyfikowany (NS) (w klasyfikacji generalnej, gdy nie został sklasyfikowany w żadnym wyścigu sezonu)                                 |
| Czarny                                                                | Zdyskwalifikowany (DK) |
| Czarny                                                                | Wykluczony (WYK/EX) |
| Biały                                                                 | Nie wystartował (NW) |
| Biały                                                                 | Kontuzjowany (K/INJ) |
| Biały                                                                 | Wyścig odwołany (OD/C) |
| Bez koloru                                                            | Został wycofany (WYC/WD) |
| Bez koloru                                                            | Nie przybył (NP/DNA) |
| Bez koloru                                                            | Nie brał udziału w treningach (NT/DNP) |
| Bez koloru                                                            | Nie został zgłoszony (–) |
| Pogrubienie                                                           | Start z pole position |
| Kursywa                                                               | Najszybsze okrążenie wyścigu |
| †                                                                     | Nie ukończył, ale jego rezultat został zaliczony ze względu na przejechanie więcej niż 90% dystansu wyścigu.                              |
| *                                                                     | Sezon w trakcie |
| 1/2/3                                                                 | Punktowana pozycja w sprincie kwalifikacyjnym                                                                                             |
| Lista systemów punktacji Formuły 1                                    | |

| Pos | No | Kierowca       | Konstruktor         | Okrążeń | Czas/powód NU      | Poz. Start. | Punktów |
| --- | -- | -------------- | ------------------- | ------- | ------------------ | ----------- | ------- |
| 1   | 2  | Jack Brabham   | Brabham-Repco       | 80      | 2:13:13.4          | 1           | 9       |
| 2   | 6  | Denny Hulme    | Brabham-Repco       | 80      | + 9.6              | 2           | 6       |
| 3   | 3  | Graham Hill    | BRM                 | 79      | + 1 okrążenie      | 4           | 4       |
| 4   | 1  | Jim Clark      | Lotus-Climax        | 79      | + 1 okrązenie      | 5           | 3       |
| 5   | 11 | Jochen Rindt   | Cooper-Maserati     | 79      | + 1 okrążenie      | 7           | 2       |
| 6   | 14 | Bruce McLaren  | McLaren-Serenissima | 78      | + 2 okrążenia      | 13          | 1       |
| 7   | 7  | Chris Irwin    | Brabham-Climax      | 78      | + 2 okrążenia      | 12          |         |
| 8   | 22 | John Taylor    | Brabham-BRM         | 76      | + 4 okrążenia      | 16          |         |
| 9   | 25 | Bob Bondurant  | BRM                 | 76      | + 4 okrążenia      | 14          |         |
| 10  | 19 | Guy Ligier     | Cooper-Maserati     | 75      | + 5 okrążeń        | 17          |         |
| 11  | 24 | Chris Lawrence | Cooper-Ferrari      | 73      | + 7 okrążeń        | 19          |         |
| NS  | 21 | Bob Anderson   | Brabham-Climax      | 70      | Nie sklasyfikowany | 10          |         |
| NS  | 20 | Jo Siffert     | Cooper-Maserati     | 70      | Nie sklasyfikowany | 11          |         |
| NU  | 12 | John Surtees   | Cooper-Maserati     | 67      | Skrz. biegów       | 6           |         |
| NU  | 18 | Joakim Bonnier | Brabham-Climax      | 42      | Sprzęgło           | 15          |         |
| NU  | 2  | Peter Arundell | Lotus-BRM           | 32      | Skrz. biegów       | 20          |         |
| NU  | 4  | Jackie Stewart | BRM                 | 17      | Silnik             | 8           |         |
| NU  | 17 | Mike Spence    | Lotus-BRM           | 15      | Wyciek oleju       | 9           |         |
| NU  | 16 | Dan Gurney     | Eagle-Climax        | 9       | Silnik             | 3           |         |
| NU  | 23 | Trevor Taylor  | Shannon-Climax      | 0       | Silnik             | 18          |         |